# Edgar Núñez Román
Edgar Núñez Román (Tintay, Apurímac; 23 de enero de 1963) es un doctor en educación, abogado y político peruano. Se desempeñó como congresista de la República en los periodos 2006-2011 y 1995-2000. También fue alcalde de Pisco entre 1993 y 1995 y alcalde de San Clemente desde 1986 hasta 1989.

## Biografía
Nació en el distrito de Tintay, provincia de Aymaraes, departamento de Apurímac, el 23 de enero de 1963. Sus padres fueron Alejandro Núñez Palomino y Lazarina Román Quispe.
Cursó sus estudios primarios y secundarios en la institución educativa José Carlos Mariátegui del distrito de San Clemente en la provincia de Pisco, Ica. Entre 1981 y 1986 estudió la carrera de derecho en la Universidad Nacional San Luis Gonzaga y en 2006 y el 2008 cursó el doctorado en educación en la Universidad Alas Peruanas de la que fue vicerrector de la filial Ica desde el año 2004.

## Carrera política
Es miembro del Partido Aprista Peruano desde 1978.

### Alcalde de San Clemente (1986-1989)
Participó en las elecciones municipales de 1985, resultando elegido como el primer Alcalde del distrito de San Clemente y luego reelecto para el periodo 1986-1989.
En las elecciones regionales de 1990, fue elegido Representante a la Asamblea Regional por el departamento de Ica. Este cargo fue desaparecido luego del autogolpe del ex-dictador Alberto Fujimori.

### Alcalde de Pisco (1993-1995)
En las elecciones municipales de 1992, regresó a la política y fue elegido alcalde provincial de Pisco para el periodo municipal 1993-1995.

### Congresista (1995-2000)
En las elecciones generales de 1995, postuló al Congreso de la República por el Partido Aprista Peruano resultando elegido con 5,460 votos para el período parlamentario 1995-2000.
Durante su gestión participó en la presentación de 161 proyectos de Ley de los que 23 fueron aprobados como ley incluyendo la Ley General de Arbitraje aprobada en 1995.
Tentó sin éxito la reelección en las elecciones generales de 2000 y también en las elecciones del 2001.

### Congresista (2006-2011)
En las elecciones generales del 2006, fue elegido nuevamente como Congresista por el Partido Aprista Peruano en representación de Ica con 27,882 votos para el periodo 2006-2011.
Ejerció varios cargos en las comisiones congresales como secretario de la Comisión de Transportes y Comunicaciones, presidente de la Comisión de Defensa y de la comisión especial encargada de organizar los actos conmemorativos del histórico líder aprista Víctor Raúl Haya de la Torre.
Se presentó como candidato al Gobierno Regional de Ica en las elecciones regionales del 2014, sin embargo, no resultó elegido.